# L'eterna catena
L'eterna catena è un film del 1952 diretto da Anton Giulio Majano.
Conosciuto anche con il titolo I grandi peccatori.

## Trama
Un ufficiale di marina diventa l'amante della fidanzata del fratello. Questi uccide un pretendente della ragazza; dell'assassinio, però, viene accusato l'altro, che si vede costretto a fuggire. Tornato anni dopo essersi arruolato nella Legione straniera scopre che dalla relazione è nato un figlio; il fratello si oppone alla loro unione e muore accidentalmente, ma prima confessa il suo delitto.

## Produzione
La pellicola è ascrivibile al filone dei melodrammi sentimentali, comunemente detto strappalacrime, molto popolare tra il pubblico italiano negli anni del secondo dopoguerra (1945-1955), in seguito indicato dalla critica con il termine neorealismo d'appendice.

## Distribuzione
Il film fu distribuito nel circuito cinematografico italiano a partire dal 2 maggio 1952.

## Accoglienza

### Critica
Anomalo melodramma italiano in cui vengono invertiti i ruoli classici del genere: per una volta infatti è il personaggio maschile a subire vessazioni ed ingiustizie (Dizionario Mereghetti).